# Flügelschlag
Flügelschlag (englischer Titel: Wingspan) ist ein strategisches Brettspiel der US-amerikanischen Spieleautorin Elizabeth Hargrave. Es ist ein kartenbasiertes Spiel, bei dem die Spieler darum wetteifern, verschiedene Vogelarten in passende Habitate zu legen. Es erschien 2019 in der englischen Originalausgabe beim Verlag Stonemaier Games und im selben Jahr auf Deutsch bei Feuerland Spiele.
Das Spiel wurde zum Kennerspiel des Jahres 2019 gewählt, im selben Jahr wurde es mit dem Deutschen Spielepreis ausgezeichnet und es erfolgten Nominierungen zum Niederländischen Spielepreis und zum norwegischen Spielepreis Årets Spill 2022. Mit der Europa und der Ozeanien-Erweiterung sind 2020 zwei Erweiterungen erschienen und 2022 folgte mit Flügelschlag: Asien ein eigenständiges Spiel, das zum einen als Erweiterung mit anderen Sets für bis zu sieben Mitspieler im Schwarm-Modus oder als Zwei-Personen-Spiel gespielt werden kann.

## Hintergrund und Ausstattung

### Thema und Spielmechanik
Flügelschlag ist ein kartengesteuertes Brettspiel, in dem die Spieler die Rolle von Hobby-Ornithologen übernehmen. Die Spieler beobachten die Vogelarten verschiedener Lebensräume und siedeln sie dort an, indem sie ihnen arttypische Nahrung und Nistplätze für die Eiablage anbieten. Über den Kartenmechanismus werden verschiedene typische Verhaltensweise der Vogelarten aktiviert und durch die zahlreichen Möglichkeiten der verschiedenen Arten lassen sich diese unterschiedliche Weise kombinieren („Engine Building“). Der Gewinner ist der Spieler mit den meisten Punkten nach vier Runden.

### Spielmaterial (Basisspiel)
Das Spielmaterial besteht aus:
- 170 verschiedene Vogelkarten
- 26 Bonuskarten
- 16 Automa-Karten
- 103 Futterchips mit fünf Symbolen für Beeren, Getreide, Würmer, Fische und Nagetiere
- 75 Miniatureier
- 5 sechsseitige Futterwürfel
- 5 Spieler-Tableaus
- 1 Vogelfutter-Würfelturm
- 1 Vogeltränke
- 8 Kärtchen mit unterschiedlichen Rundenzielen
- 1 Zieltafel für die vier Zielkärtchen und deren Wertung, doppelseitig
- 1 Marker für den Startspieler
- 40 Aktionswürfel (8 pro Spielerfarbe)
- 4 transparente Kunststoffbehälter für Ressourcen
- 1 Block für die Punktewertung
- 3 Regelwerke (Hauptregeln, Soloregeln und Anhang)

### Materialgestaltung
Das Spielmaterial wurde von den Grafikerinnen Ana María Martínez Jaramillo, Natalia Rojas und Beth Sobel gestaltet. Großflächig auf die Packung aufgedruckt ist ein Scherenschwanz-Königstyrann. Die Spielertableaus sind als Landschaft mit drei Bereichen illustriert, wobei sich im Vordergrund eine Wasserfläche mit Ufervegetation, im Mittelgrund eine Graslandfläche und im Hintergrund ein Wald befinden. Auf diesem Hintergrund befindet sich die Kartenablage. Die Zielkarten, Futterchips und weiteres Material mit Ausnahme der Vogelkarten sind grafisch dezent gestaltet.

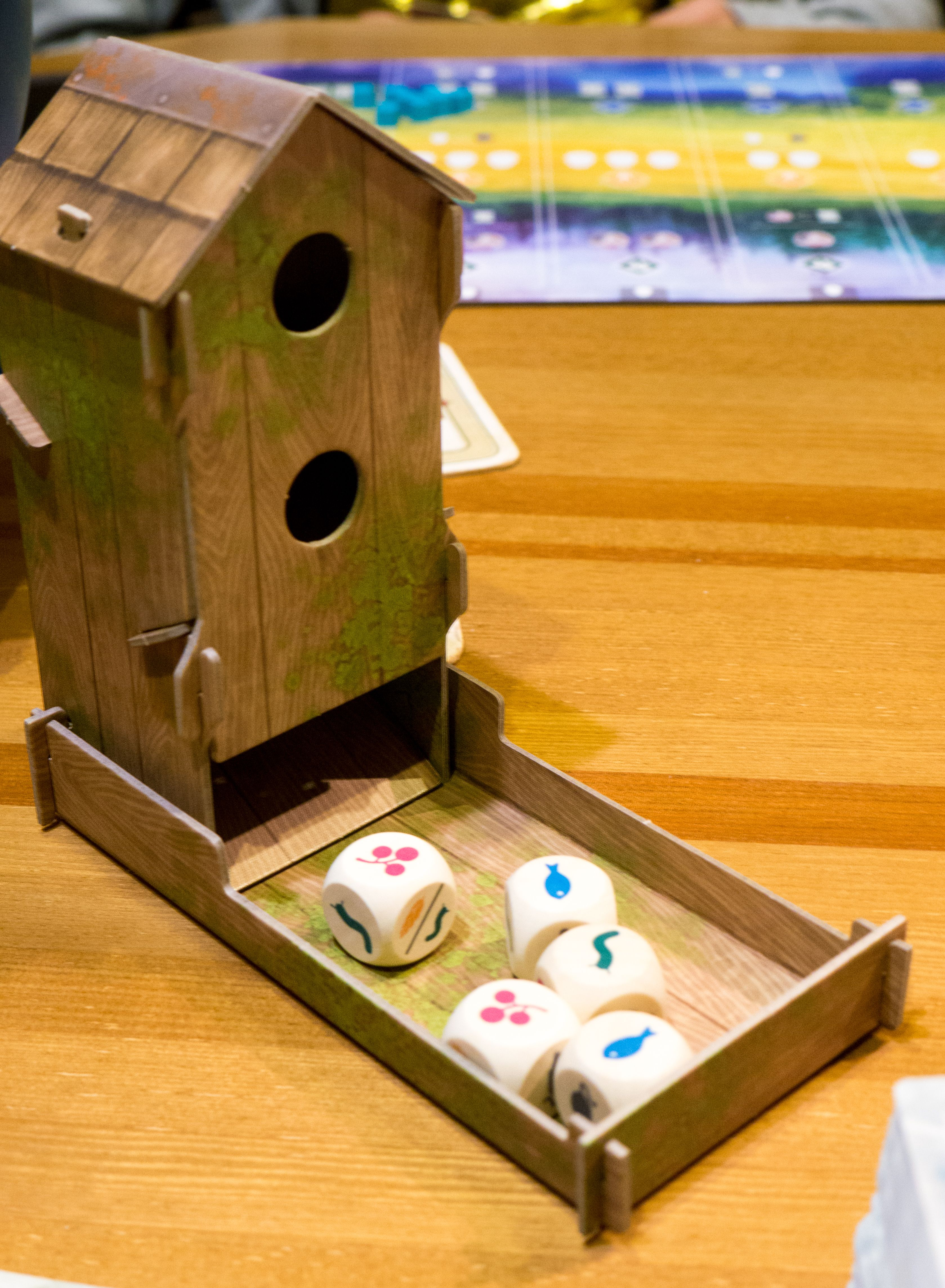
Würfelturm in Form einer Vogelfütterungsstation

Die Vogelkarten sind jeweils gleich aufgebaut und geben Informationen zu den jeweiligen Arten wieder. Am oberen Rand befindet sich der gebräuchliche und wissenschaftliche Name des Vogels, daneben Angaben zu den Lebensräumen, in denen sie ausgelegt werden können, sowie ihre Futterkosten. Darunter befindet sich ein gezeichnetes Porträt des Vogels mit einer Angabe zu den Siegpunkten, der Nest-Art, der Anzahl der auf dieser Karte maximal zu platzierenden Eier und der Flügelspannweite. Unter dem Porträt wird eine arttypische Aktion beschrieben, die im Spiel aktiviert werden kann, darunter gibt es eine grobe Verbreitungskarte und weitere Angaben zur Lebensweise.
Die Regelhefte, die der Grundausstattung in einer Lang- und einer Kurzfassung beiliegen, sind ebenso ansprechend gestaltet, aber – nach Meinung der Zoologin Elke Brüser – für Wenigspieler nicht leicht verständlich. Es lohne sich evtl., ergänzend Spielanleitungen aus dem Internet zu nutzen.

## Spielweise

### Vorbereitungen
Zur Vorbereitung des Spiels bekommt jeder Spieler ein Spielertableau sowie acht Markierungssteine seiner Spielerfarbe. Zudem erhält er jeweils einen Futterchip jeder Farbe sowie fünf zufällige Vogelkarten und zwei Zielkarten. Alle restlichen Vogelkarten werden gemischt und jeweils drei Karten offen auf die Vogeltränke sowie der Rest verdeckt auf einem Nachziehstapel ausgelegt. Zu Beginn des Spiels werden per Zufall vier der acht möglichen Rundenziele ausgewählt und je Runde auf die entsprechende Ablage verteilt.
Von den zwei Zielkarten wählt jeder Spieler jeweils eine aus und legt die andere verdeckt ab. Von den fünf Vogelkarten und den fünf Futtermarkern darf sich jeder Spieler insgesamt fünf Einheiten aussuchen und behalten, die anderen fünf werden abgelegt. Die restlichen Futterchips, Eier und der Würfelturm mit den fünf Würfeln kommen in die Tischmitte.

### Spielverlauf
Während des Spielverlaufs sammeln und legen die Mitspieler immer weitere Vögel passend für die drei unterschiedlichen Lebensräume auf ihr Tableau. Das Spiel wird über vier Runden gespielt. In der ersten Runde hat jeder Spieler acht Aktionen, eine Aktion pro Aktionswürfel. In den weiteren Runden stehen weniger Aktionswürfel zur Verfügung, da am Ende jeder Runde jeweils ein Aktionsmarker auf die Rundenzielleiste abgelegt wird.
In jedem Spielzug darf sich ein Spieler für eine Aktion entscheiden und dafür einen Aktionswürfel einsetzen. Dabei kann aus folgenden Aktionen gewählt werden:
- einen Vogel ausspielen und nisten lassen
- Futter nehmen und evtl. die Futterwürfel neu würfeln, dabei die Eigenschaften der Waldvögel aktivieren
- die Vögel Eier legen lassen, dabei die Eigenschaften der Wiesenvögel aktivieren
- neue Vogelkarten aufnehmen, dabei die Eigenschaften der Wasservögel aktivieren

Beim Ausspielen eines Vogels aus der eigenen Hand platziert der Spieler einen Aktionswürfel auf die entsprechende Ablage am oberen Rand des Spielertableaus, danach bezahlt er die auf der Vogelkarte angegebenen Futterkosten und die benötigten Eier entsprechend dem Feld auf dem Spielertableau, auf das der Vogel gelegt werden soll, aus seinem Vorrat. Platziert wird der Vogel immer auf einem für diesen nutzbaren Lebensraum auf dem jeweils erste noch freien Feld des Tableaus.
Für die anderen drei Aktionstypen wird der Aktionswürfel hinter dem letzten bereits liegenden Vogel der jeweiligen Lebensraumreihe abgelegt, danach wird erst die entsprechende Aktion durchgeführt und nachfolgend werden die Eigenschaften der ausliegenden Vögel der Reihe aktiviert:
1. Möchte ein Spieler Futter erhalten, legt er seinen Aktionswürfel hinter den letzten Vogel der Waldvogelreihe und nimmt sich die dort angegebene Menge Futter anhand der Würfel aus der Futterschale, die er dort herausnimmt und gegen Futterchips tauscht. Dabei kann er ein bis drei Futterchips bekommen, teilweise muss er dafür Vogelkarten aus der Hand abgeben. Sind in der Futterschale keine Würfel mehr vorhanden oder gibt es nur noch einen Futtertyp, darf der entsprechende Spieler alle fünf Würfel neu würfeln. Danach aktiviert er von rechts nach links nacheinander alle Eigenschaften entsprechend der Kartentexte der in der Waldvogelreihe ausliegenden Vogelkarten.
2. Möchte ein Spieler Eier legen, legt er seinen Aktionswürfel hinter den letzten Vogel der Wiesenvogelreihe und nimmt sich die dort angegebene Menge Eier aus dem Vorrat, die er auf Nester seiner ausliegenden Vögel verteilt. Dabei kann er zwei bis vier Futterchips bekommen. Danach aktiviert er von rechts nach links nacheinander alle Eigenschaften entsprechend der Kartentexte der in der Wiesenvogelreihe ausliegenden Vogelkarten.
3. Möchte ein Spieler neue Vogelkarten nachziehen, legt er seinen Aktionswürfel hinter den letzten Vogel der Wasservogelreihe und nimmt sich die dort angegebene Menge Karten aus der offenen Auslage oder dem Nachziehstapel. Dabei kann er eine bis drei Karten bekommen, teilweise muss er dafür Eier von den Nestern seiner Vögel abgeben. Danach aktiviert er von rechts nach links nacheinander alle Eigenschaften entsprechend der Kartentexte der in der Wasservogelreihe ausliegenden Vogelkarten.

Eine Runde endet, wenn jeder Spieler alle seine verfügbaren Aktionswürfel eingesetzt hat. Danach werden alle eingesetzte Würfel vom Tableau entfernt und die Rundenziele werden entsprechend den Zielplättchen auf dem Rundenzieltablett abgerechnet. Alle offen ausliegenden Vogelkarten auf der Vogeltränke werden ausgetauscht und der Startspielermarker geht an den nächsten Spieler.

### Spielende
Das Spiel endet nach vier Runden. Die Gesamtpunkte der Spieler werden über den Wertungsblock ermittelt und setzen sich zusammen aus den Punkten für die Vögel auf dem Spielertableau, den Punkten für erfüllte Bonuskarten, den Punkten für Rundenziele sowie Punkten für Eier, Futtermarken auf speziellen Vogelkarten und unter andere Vögel untergeschobene Vogelkarten. Wer am Ende die meisten Punkte hat, gewinnt das Spiel.

## Rezeption
Das Spiel wurde von der amerikanischen Spieleautorin Elizabeth Hargrave entwickelt und erschien 2019 in der englischen Originalausgabe beim Verlag Stonemaier Games und im selben Jahr auf Deutsch bei Feuerland Spiele. Aufgrund des großen Erfolges erschienen international zahlreiche weitere Übersetzungen des Spiels. Bis Ende 2022 wurden ca. 1,7 Millionen Einheiten des Basisspiels verkauft.
Im Juli 2019 wurde das Spiel zum Kennerspiel des Jahres 2019 gekürt, im September des Jahres wurde es zusätzlich mit dem Deutschen Spielepreis ausgezeichnet. Zudem wurde es für den Niederländischen Spielepreis 2019 und zum norwegischen Spielepreis Årets Spill 2022 nominiert. Für das eigenständige Flügelschlag: Asien gab es zudem eine Nominierung in der Kategorie Zwei-Spieler-Spiele bei den International Gamers Award 2023.
Das 2024 veröffentlichte Brettspiel Schwingenschlag (engl. Wyrmspan) der Spieleautorin Connie Vogelmann verwendet ähnliche Spielmechaniken wie Flügelschlag, setzt dabei aber auf Drachen statt auf Vögel.

## Erweiterungen
Für Flügelschlag erschienen drei Erweiterungen:
- 2020: Europa-Erweiterung: Spielkarten für 81 in Europa vorkommende Vogelarten, 20 davon mit neuen Fähigkeiten sowie neue Bonuskarten und Zielplättchen.[7]
- 2020: Ozeanien-Erweiterung: Spielkarten für 95 in Ozeanien vorkommende Vogelarten, eine neue Futterart (Nektar), neue Futterwürfel, veränderte Spielertableaus sowie neue Bonuskarten und Zielplättchen[8]
- 2022: Asien: Eigenständiges Spiel mit Spielkarten für 90 in Asien vorkommende Vogelarten, neue Spiele-Modi für den Solo-Modus, für einen Duell-Modus für zwei Spieler und als Erweiterung des Grundspiels für einen „Schwarmmodus“ für 6 bis 7 Spieler, zusätzliche Bonuskarten sowie die für die neuen Modi notwendigen Spielmaterialien.[9][10]

## Verteilung der Vogelkarten auf die Kontinente
| Kontinente                                 | Anzahl Karten | Grundspiel/Erweiterungen/Promopack        |
| ------------------------------------------ | ------------- | ----------------------------------------- |
| Nordamerika                                | 118           | Grundspiel (112), Promopack (6)           |
| Ozeanien                                   | 68            | Ozeanien                                  |
| Asien                                      | 49            | Asien                                     |
| Nord- und Südamerika                       | 42            | Grundspiel (40), Promopack (2)            |
| Eurasien und Afrika                        | 38            | Europa (26) und Asien (12)                |
| Eurasien                                   | 37            | Europa (29) und Asien (8)                 |
| Asien und Ozeanien                         | 30            | Asien (5) und Ozeanien (25)               |
| Eurasien, Afrika und Ozeanien              | 10            | Europa (4) und Asien (6)                  |
| Nordamerika und Eurasien                   | 9             | Grundspiel (3), Europa (4), Promopack (2) |
| Alle Kontinente                            | 8             | Grundspiel (6), Europa (2)                |
| Nordamerika, Afrika und Eurasien           | 8             | Grundspiel (6), Europa (1), Asien (1)     |
| Asien und Afrika                           | 7             | Asien                                     |
| Europa und Afrika                          | 6             | Europa                                    |
| Europa                                     | 5             | Europa                                    |
| Eurasien und Ozeanien                      | 3             | Europa                                    |
| Nordamerika und Europa                     | 2             | Grundspiel                                |
| Nordamerika und Asien                      | 1             | Asien                                     |
| Asien, Afrika und Ozeanien                 | 1             | Ozeanien                                  |
| Nordamerika, Afrika und Europa             | 1             | Europa                                    |
| Nordamerika, Afrika, Eurasien und Ozeanien | 1             | Asien                                     |
| Nord- und Südamerika, Afrika und Eurasien  | 1             | Grundspiel                                |
| Südamerika, Afrika, Ozeanien               | 1             | Ozeanien                                  |

## Computerspiel
Flügelschlag wurde vom Entwicklerstudio Monster Couch als Computerspiel umgesetzt und im September 2020 auf Steam veröffentlicht. Das Spiel kann sowohl gegen eine Künstliche Intelligenz als auch gegen Dritte (Pass ’n’ play, online) gespielt werden. Das Spiel erhielt zumeist sehr gute Kritiken (Metacritic: 85 von 100 Punkten).  Weitere Plattformen folgten (Nintendo Switch 2020, Xbox, iOS und iPadOS jeweils 2021). Die Software-Adaption umfasst das Basisspiel sowie die Europa-, Ozeanien- und Asien-Erweiterung (Stand Juni 2025). Es wurden über die verschiedenen Plattformen ca. 674.000 Kopien verkauft (Stand Februar 2023).

## Belege
1. 1 2 3 4 5 6 7 8 9  Spieleanleitung Flügelschlag. Feuerland Spiele, 2019
2. ↑  Elke Brüser: Spielen mit Vogelarten. In: Flügelschlag und Leisetreter. 9. Februar 2022, abgerufen am 10. Februar 2022.
3. ↑  Versionen von Wingspan in der Spieledatenbank BoardGameGeek (englisch); abgerufen am 25. Dezember 2021.
4. ↑  Stonemaier Games: 2022 Behind-the-Scenes Stakeholder Report for Stonemaier Games. 3. April 2023, abgerufen am 10. Juni 2023.
5. ↑  Flügelschlag auf der Website des Spiel des Jahres e.V.; 22. Juli 2019
6. ↑  Schwingenschlag – Feuerland Spiele. Abgerufen am 21. Dezember 2024.
7. ↑  feuerland-spiele.de: Flügelschlag Europa Erweiterung
8. ↑  Stonemaier Games: Wingspan Oceania Expansion. Abgerufen am 3. Dezember 2020.
9. ↑  Stonemaier Games: Wingspan Asia Expansion. Abgerufen am 10. November 2022.
10. ↑  Feuerland Spiele: Flügelschlag Asien Erweiterung. Abgerufen am 19. Dezember 2022.
11. ↑  Wingspan auf Metacritic, abgerufen am 3. Dezember 2020.
12. ↑  Do Digital Board Games Outsell Their Tabletop Counterparts? In: stonemaiergames.com. 1. März 2023, abgerufen am 11. März 2023 (englisch).